# Nueva Guinea
Nueva Guinea (en indonesio: Irian; en tok pisin: Niugini; en inglés: New Guinea) es la segunda mayor isla del mundo, con 785 753 km², y está ubicada al norte de Australia. Papúa es otra denominación de la isla.[cita requerida] Está dividida políticamente, de este a oeste, en dos mitades aproximadamente iguales.
La mitad oriental (este) es Papúa Nueva Guinea, país independiente desde 1975; la mitad occidental (oeste), denominada Nueva Guinea Occidental o Papúa Occidental (anteriormente conocida como Irian occidental o Irian Jaya), está incorporada a Indonesia y la conforman las seis provincias de Papúa.

## Etimología
El nombre de "Nueva Guinea" se remonta al navegante español del siglo XVI Íñigo Ortiz de Retes, a quien los papúes de Nueva Guinea de piel oscura y cabello ensortijado le recordaron el tipo físico de personas del golfo de Guinea.

## Geografía

Regiones de Oceanía: [Australasia], Polinesia, Micronesia y Melanesia. Fisiográficamente, Australasia incluye la Australia continental (incluyendo Tasmania), Nueva Zelanda, y Nueva Guinea.

Mapa de clasificación climática de Köppen de Nueva Guinea.

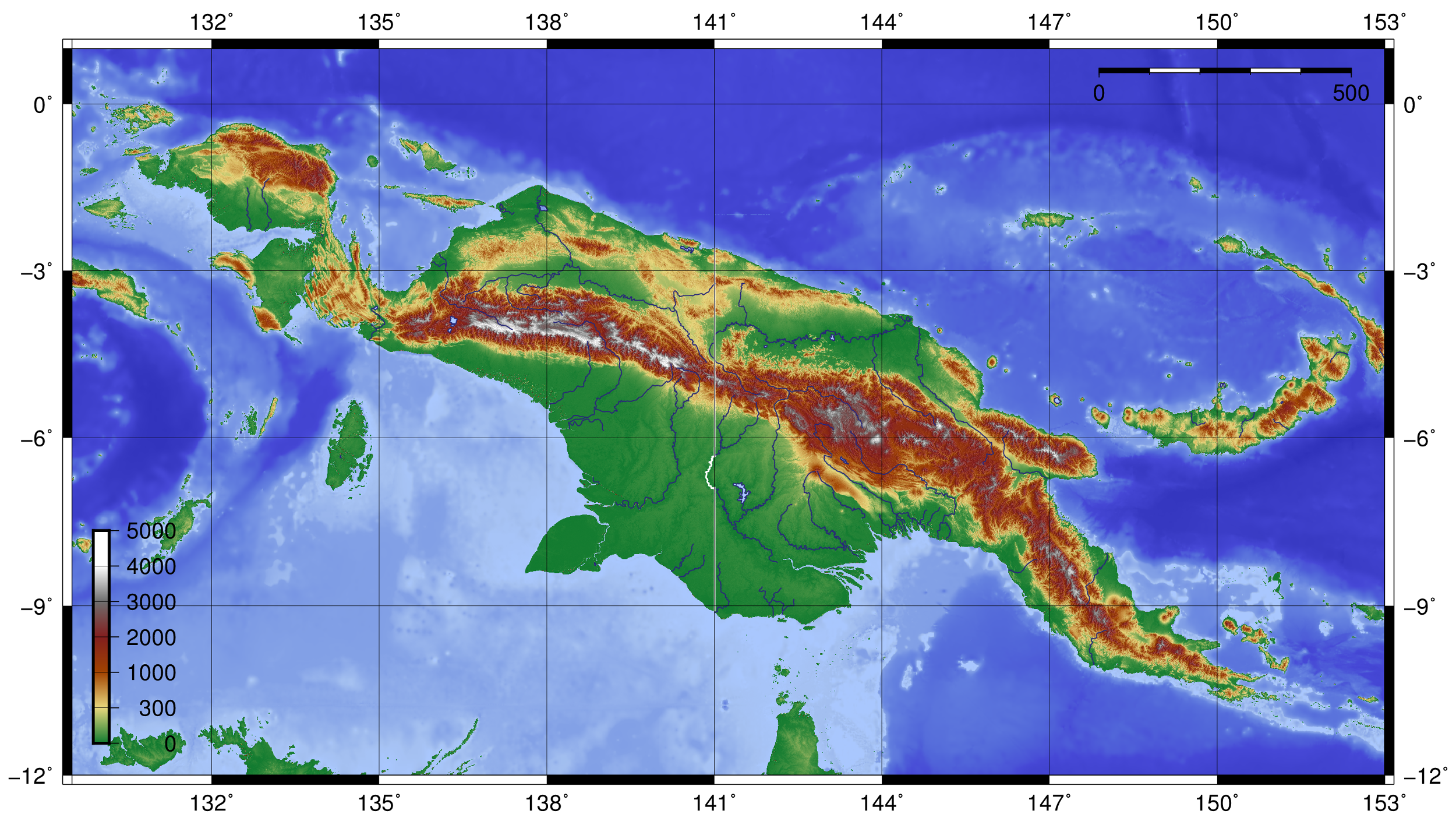
Mapa topográfico de Nueva Guinea.

Nueva Guinea es una isla al norte de la Australia continental, al sur del ecuador. Está aislada por el mar de Arafura al oeste, y el estrecho de Torres y mar de Coral al este. Se la ha considerado a veces como la isla más oriental del archipiélago indonesio. Se encuentra al norte del punto más al norte de Australia (Top End), el golfo de Carpentaria y la península del cabo York, y al oeste del archipiélago de Bismarck y de las islas Salomón.
Políticamente, la mitad occidental de la isla Nueva Guinea Occidental comprende dos provincias de Indonesia: Papúa y Papúa Occidental. La mitad oriental forma la parte principal de Papúa Nueva Guinea.
La forma de Nueva Guinea se compara a menudo con la de un ave del paraíso (indígena de la isla), y esto resulta en los nombres habituales de los dos extremos de la isla: en el noroeste la Cabeza de Pájaro, Bird’s Head Peninsula, «Vogelkop» en holandés, «Kepala Burung» en indonesio, también conocida como la península de Doberai, y en el noroeste la península de la cola del ave, también conocida como la Península de Papúa.
La geografía de Nueva Guinea está dominada por una espina dorsal de montañas este-oeste, denominada Cordillera central de Nueva Guinea, extendiéndose sobre 1600 km a lo largo de la isla, con muchas montañas de más de 4000 m de altura. La mitad occidental de la isla contiene las montañas más altas de Oceanía, con su punto más alto, Puncak Jaya, alcanzando una elevación de 4884 m. La línea del árboles está alrededor de 4000 m de altura, y los picos más altos contienen glaciares ecuatoriales, que han estado retrocediendo desde al menos 1936. Hay otras varias cadenas montañosas más pequeñas tanto al norte como al oeste de las cordilleras centrales. Excepto en altas elevaciones, la mayoría de las áreas poseen un clima húmedo cálido durante todo el año, con algunas variaciones estacionales asociadas con la temporada de monzón noreste.

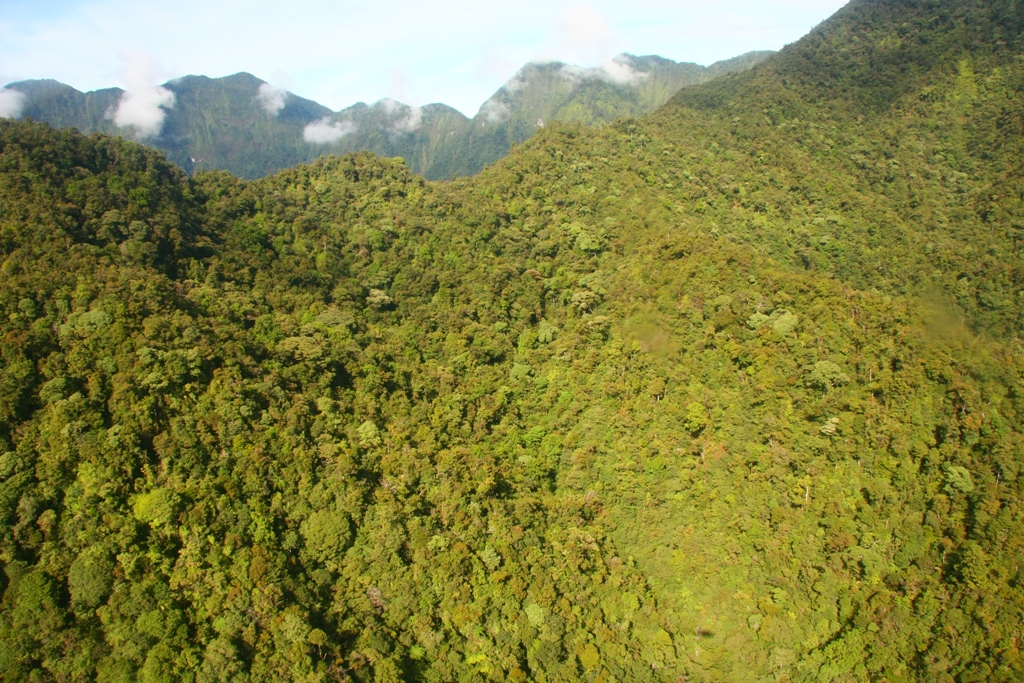
El Monte Bosavi.

Otra característica importante del hábitat son las vastas tierras bajas del sur y del norte. Se extienden durante cientos de kilómetros, entre ellos bosques lluviosos de tierras bajas, extensos humedales, pastizales de sabanas y algunos de los bosques de manglares más grandes del mundo. Las tierras bajas del sur son el sitio del parque nacional de Lorentz, un lugar declarado Patrimonio Mundial de la UNESCO . Las tierras bajas del norte son drenadas principalmente por el río Mamberamo y sus afluentes en el lado occidental, y por el río Sepik en el lado oriental. Las tierras bajas del sur, más extensas, son drenadas por un mayor número de ríos, principalmente el Digul en el oeste y el río Fly en el este. La isla más grande más allá de la costa, la isla Yos Sudarso, se encuentra cerca del estuario del río Digul, separada por un estrecho muy angosto al que se den omina a veces el «creek».
Nueva Guinea contiene muchos de los tipos de ecosistemas del mundo: glacial, tundra alpina, sabana, ecosistemas montañeses y selva lluviosa de tierras bajas, manglares, humedales, ecosistemas fluviales y lagunares, praderas marinas y algunos de los más ricos arrecifes corales del planeta.
Toda la longitud del sistema de las Highlands de Nueva Guinea pasa a través de la isla como una vasta cuenca hidrográfica. Los ríos norteños fluyen hacia el océano Pacífico, los ríos meridionales hacia el mar de Arafura y el golfo de Papúa. En el lado norte, los ríos más grandes son el Mamberamo, el Sepik y el Ramu.
El río Mamberamo nació de la confluencia de dos grandes ríos interiores. El río Tariku transcurre del oeste al este y el río Taritatu viene del este. Estos ríos van haciendo meandros a través de pantanos con enormes descensos internos y luego se fusionan. El Mamberamo así formado llega al océano rompiendo las montañas costeras. El río Mamberamo es navegable hasta Marine Falls. El río Sepik es un río mucho más importante. De manera similar, recoge agua de una amplia área. Se encuentra a 1100 km del Victor Emanuel Range hasta su estuario, por lo que es el río más largo de Nueva Guinea. Este río sinuoso, fangoso y lento se puede navegar durante 500 km. El río Ramu es un río de 650 km de largo. Su sección inferior es navegable, pero su flujo superior es de alta caída, de flujo rápido. La energía del río es utilizada por una central eléctrica cerca de la ciudad de Kainantu. En el lado sur, los ríos más significativos son el río Pulau, el Digul, el Fly, el río Kikori y el río Purari. El río más grande de la parte occidental de la isla es el río Digul. Se origina en las montañas Star, que se elevan a una altitud de 4700 m. La llanura costera está bordeada por un mundo de pantanos de cientos de kilómetros de ancho. El Digul es la principal ruta de transporte a las fértiles colinas y montañas del interior de la isla.
El río Fly nace cerca de las ramas orientales del Digul. Lleva el nombre de uno de los barcos de la Flota Real Inglesa, que navegó por primera vez en la desembocadura del río en 1845. La longitud total del río es de 1050 km. Barcos pequeños pueden navegar 900 km en el río. El tramo del estuario, que se descompone en islas, tiene 70 km de ancho. La marea del mar puede tener un efecto de hasta 300 km. El río Strickland, un afluente del Fly, llega a la llanura de Papúa a través de gargantas salvajes. El Fly y el Strickland cuando se juntan forman el río más grande de Nueva Guinea. Los muchos ríos que fluyen hacia el golfo de Papúa forman un único y complejo delta. Los ríos de la isla son extremadamente caudalosos debido a la precipitación anual de 2000-10 000 mm. Según un cálculo modesto, el río Nueva Guinea desagua aproximadamente 1500 km³/año al mar. Solo el Fly transporta más agua 238 km³/año que todos los ríos combinados.

## Relación con el entorno
La isla de Nueva Guinea se encuentra al este del archipiélago malayo, en el que a veces se incluye como parte de un archipiélago Indo-Australiano. Geológicamente la isla es una parte de la misma placa tectónica que Australia. Cuando el nivel del mar mundial era bajo, las dos partes compartían la costa (que en la actualidad se encuentra entre 100 y 140 m por debajo del nivel del mar), y se combinaban con tierras ahora inundadas en el continente tectónico de Sahul, también conocido como Greater Australia. Las dos masas de tierra se separaron cuando el área ahora conocida como el estrecho de Torres se inundó después del final del último período glacial.

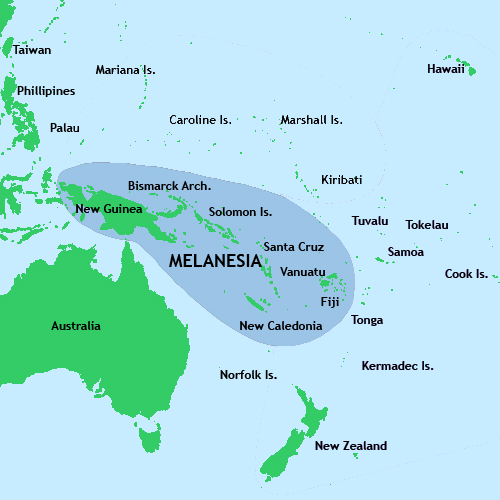
Nueva Guinea ubicada en relación con Melanesia.

Antropológicamente, Nueva Guinea es considerada parte de Melanesia.
Nueva Guinea se diferencia de su vecina del sur Australia en que esta es más seca, más plana, y menos fértil y también por sus precipitaciones mucho más altas y su geología volcánica activa. Sin embargo, estas dos masas de tierra comparten una fauna animal similar, con marsupiales, incluyendo wallabies y possums, y el único monotrema que pone huevos, el equidna. Aparte de los murciélagos y unas dos docenas de géneros de roedores indígenas, no hay mamíferos placentados indígenas prehumanos. Los cerdos, varias especies adicionales de ratas, y el ancestro del Perro cantor de Nueva Guinea fueron introducidos con la colonización humana.
Antes de la década de 1970, los arqueólogos llamaron a la única masa de tierra del Pleistoceno con el nombre «Australasia», aunque este término se usa más a menudo para una región más amplia que incluye tierras, como Nueva Zelanda, que no están en la misma plataforma continental. A principios de la década de 1970, se introdujo el término «Gran Australia» para el continente del Pleistoceno. Luego, en una conferencia de 1975 y la consiguiente publicación, se extendió el nombre «Sahul» desde su uso anterior para solo la plataforma Sahul para cubrir el continente.

## Demografía
Nueva Guinea es una de las zonas más diversas desde el punto de vista étnico y lingüístico,
1/6 de todos los idiomas del mundo se hablan exclusivamente en esta isla.

## Historia

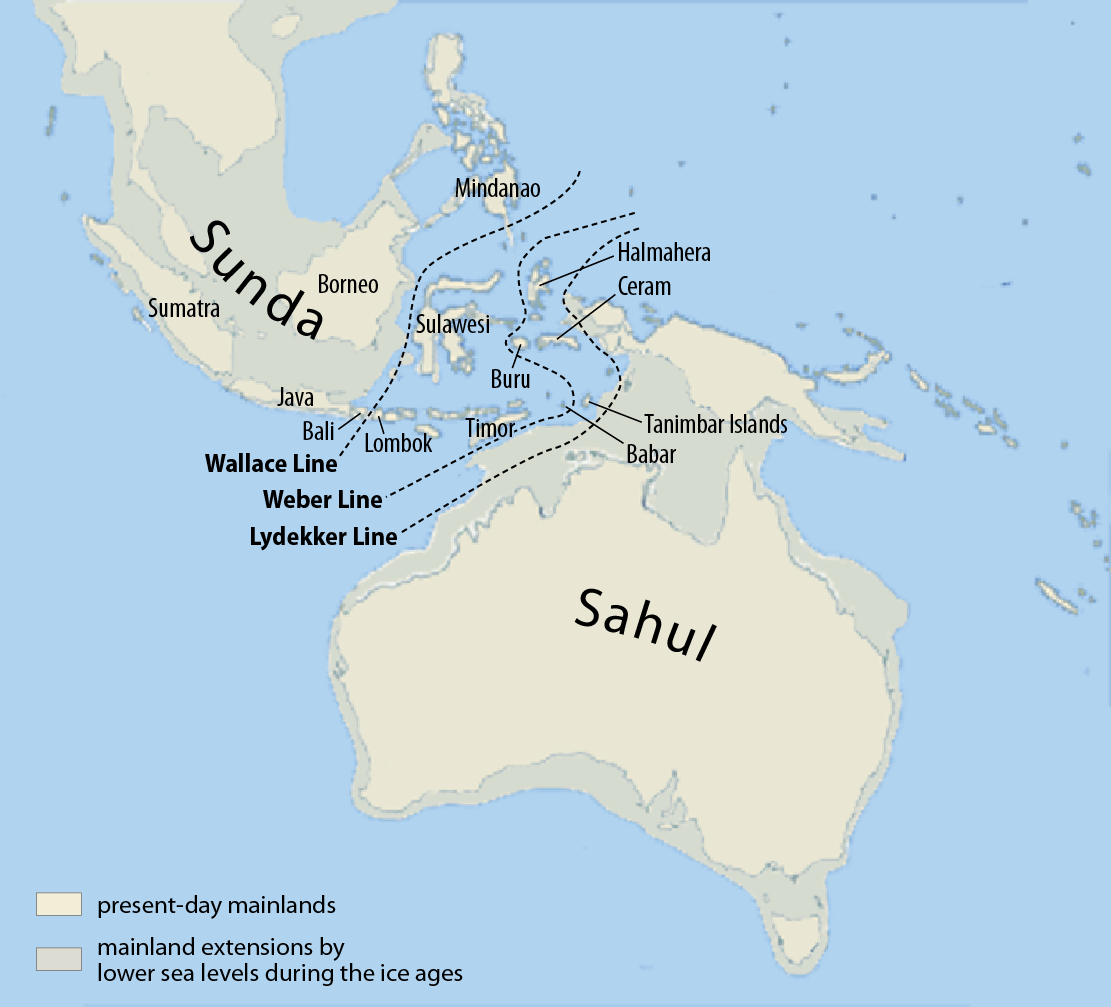
La masa continental de Sahul, antes de que la elevación del nivel de los océanos separase a Australia, Nueva Guinea y Tasmania tras la última era glacial.

La isla de Nueva Guinea ha estado poblada por diferentes pueblos papúes desde hace al menos 20 000 años. Nueva Guinea formaba una gran masa de tierra continua, llamada Sahul, cuando fue originalmente colonizada, la cual abarcaba tanto a Australia y Tasmania como a Nueva Guinea. Hace entre 7000 y 13 000 años, con la subida del nivel del mar, esta masa de tierra quedó dividida en tres: Nueva Guinea, Australia y Tasmania. En términos históricos, estas poblaciones estuvieron relativamente aisladas, excepto por la influencia de los pueblos austronesios en algunos lugares de la costa hace unos 3600 años (c. 1600 a. C.). Existen pruebas de que los neoguineanos del sur mantuvieron contactos esporádicos con pueblos australianos a través del estrecho de Torres, pero dichos contactos tuvieron un efecto muy limitado.
La pérdida definitiva del aislamiento se dio más tarde a partir del siglo XVIII y sobre todo de los siglos XIX y XX de los occidentales. La gran diversidad étnica de Papúa es el resultado de una diversificación de unos 40 000 años de presencia humana ininterrumpida, sólo significativamente alterada en la costa por la llegada de pueblos austronesios. 

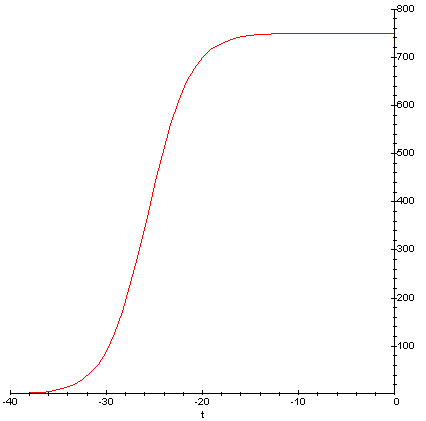
Evolución del número de lenguas para Nueva Guinea. Estimado según un modelo logístico suponiendo unos 1500 años para la divergencia completa entre la lengua de dos comunidades con origen común, y teniendo en cuenta que el número actual de lenguas está entre 700 y 800, el número de lenguas o etnias habría evolucionado según la gráfica.

Si se supone que una comunidad lingüística dividida en dos asentamientos independientes llega a divergir al punto de que, pasados unos 1000 o 1500 años, las lenguas de ambas comunidades serían ininteligibles o difícilmente inteligibles entre sí, el número esperado de lenguas en Nueva Guinea, según un modelo de crecimiento exponencial debería superar el millón de lenguas. Claramente, el hecho de que las comunidades para ser sostenibles deben tener un número mínimo, y que en la realidad junto con la divergencia de comunidades que se separan existen las guerras, la desaparición violenta de grupo, la integración de miembros de pequeños grupos en otros más grandes, hace que el número real de lenguas o comunidades sea sustancialmente menor. Por esa razón se estima que un modelo logístico predice más adecuadamente la formación de nuevas etnias:

{\displaystyle N\approx {\frac {Ke^{rt}}{K+(e^{rt}-1)}}}

En ese modelo se {\displaystyle \scriptstyle K} sería el número de lenguas máximo, similar a la cantidad existente en la actualidad, mientras que {\displaystyle \scriptstyle r\ \approx \ 0,46}. De acuerdo con esos parámetros, el número de etnias en los últimos 10 000 años habría sido similar al actual.[cita requerida]

### Llegada de los europeos a la isla

Nueva Guinea de 1884 a 1919.

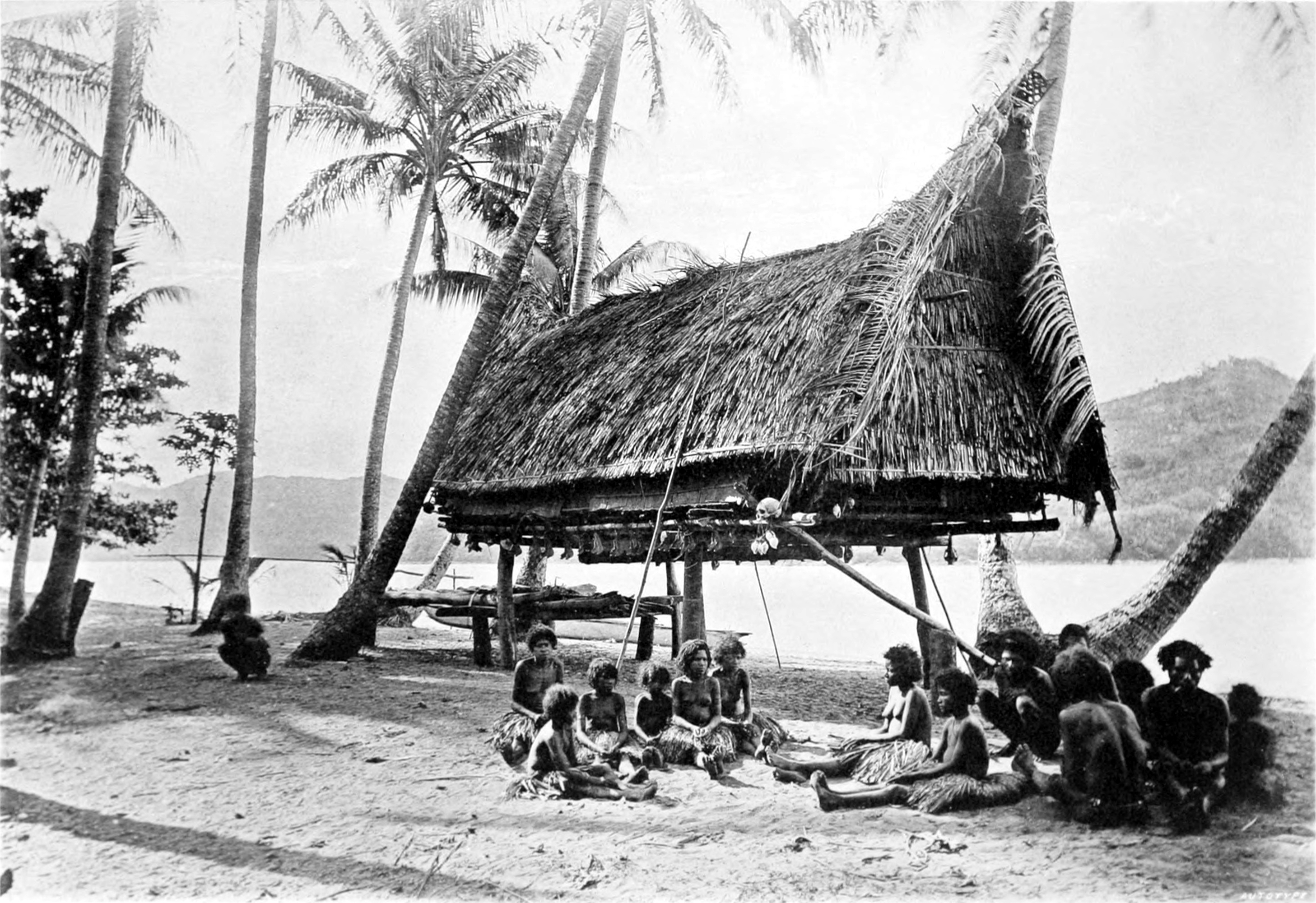
Nueva Guinea Británica, 1885

Los primeros occidentales que avistaron las costas de Nueva Guinea fueron en 1511-12 los portugueses Abreu y Serrão, y el primero que desembarcó en aquel territorio fue Jorge de Menezes en el año 1526. Los portugueses fueron seguidos pronto por los españoles: Álvaro de Saavedra Cerón en 1528-29, Grijalva y Alvarado en 1537, e Íñigo Ortiz de Retes en 1545 visitaron la mayor parte de su costa. Luego llegaron los neerlandeses: Seneuten le Maire, Tasman y otros navegantes recorrieron la costa norte y noroeste de 1616 a 1768. Por último los británicos hicieron su aparición en este territorio en el año 1700 con Dampier, quien cruzó el estrecho que separa Nueva Bretaña de la costa sureste de Nueva Guinea. En 1770 el capitán británico Cook navegó por el estrecho de Torres, y Banpton visitó la isla en 1793. En 1828 los neerlandeses se apoderaron de la región occidental del territorio, mientras que el británico Blackwood ocupó la costa sur. Los Países Bajos adquirieron la soberanía nominal de Nueva Guinea hasta los 141° 20´ de longitud este del meridiano de Greenwich. La exploración del interior de Nueva Guinea es más contemporánea; de todas, las que merecen citarse son la del austriaco Meyer (1873), la del italiano d´Albertis (1876) y la del británico Mac Farlane. En 1873 el capitán Moresby tomó posesión en nombre de la Corona británica de la península sureste, proyectando anexionarse la isla, cuando Alemania hizo su bandera en la costa norte. El conflicto que pudo surgir se evitó con el acta de 17 de mayo de 1885, que reconoció los derechos de los Países Bajos en toda la región occidental hasta el meridiano antes citado, y dividió el control de la región oriental entre el Reino Unido y Alemania. El territorio alemán de la costa norte quedó bajo el control de la Compañía Alemana de Nueva Guinea de 1885 a 1899, año en que pasó a manos del gobierno de ese país.
Sin embargo, la colonización de Nueva Guinea y las islas vecinas ocasionó muchos problemas a los europeos, algunas enfermedades como la malaria impidieron la rápida colonización. Algunas zonas del interior no fueron vistas por los europeos hasta la década de 1930.

### Economía durante la ocupación alemana

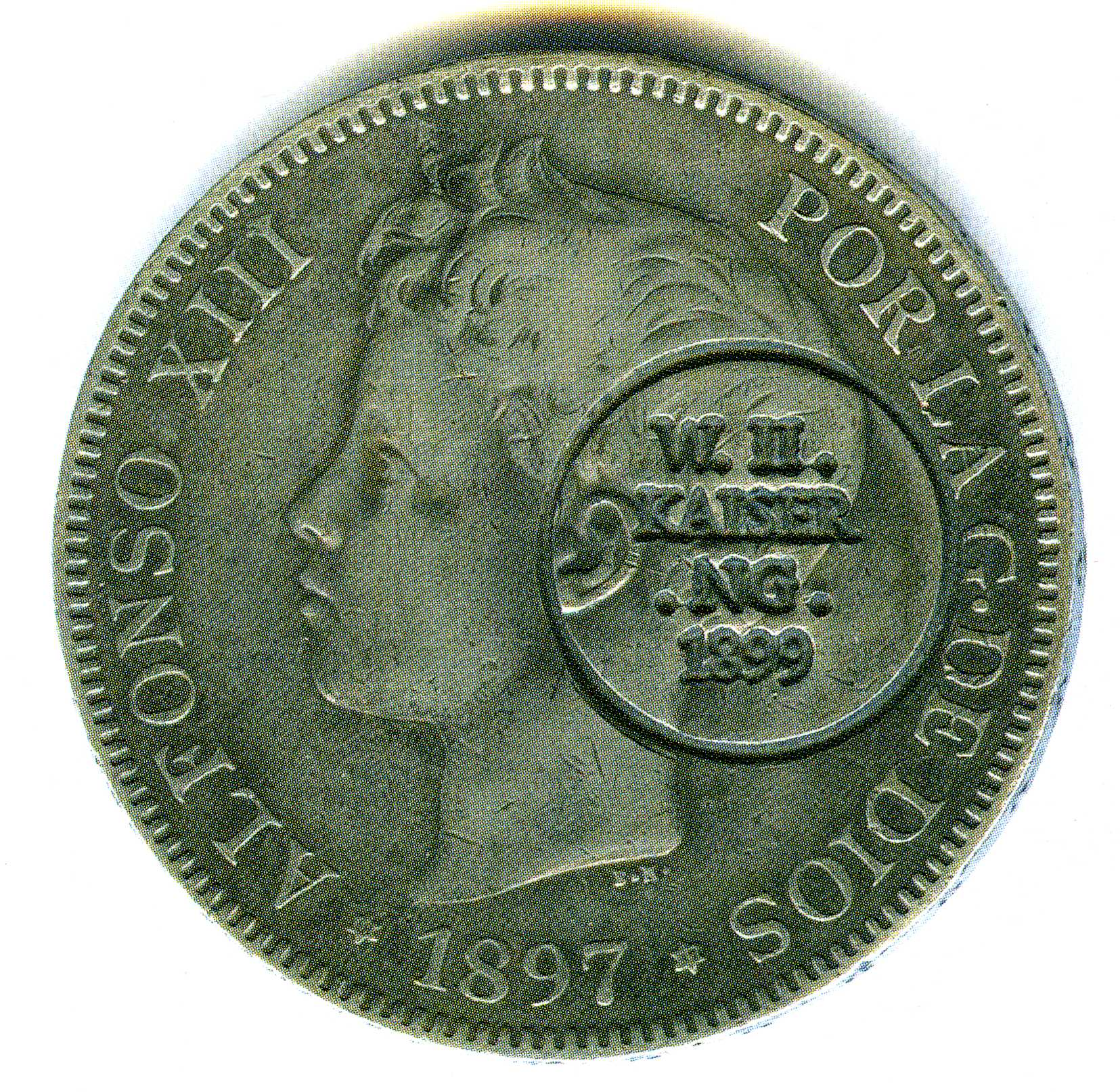
Moneda de Alfonso XIII con resello conmemorativo de la ocupación alemana en 1899.

A modo de testimonio histórico de la ocupación alemana de Nueva Guinea, el rey Guillermo II mandó utilizar en el año 1899 un punzón circular que se estampó sobre las monedas de 5 marcos (moneda alemana de la época), los pesos filipinos del rey Alfonso XIII de España y los táleros de María Teresa I de Austria. Dicha contramarca contenía una leyenda que hacía referencia al rey: “W.II.KAISER.NG.” y fecha 1899. Más tarde la falta de monedas en circulación hizo que se encargaran a Berlín una serie de monedas de cobre, plata y oro, que fueron retiradas en 1920. Luego, con el objetivo de eliminar de la circulación las piezas contramarcadas, todas fueron canjeadas por marcos alemanes.

## Clima de Nueva Guinea
Nueva Guinea cuenta con un clima tropical. En la mayor parte de los meses se produce una gran cantidad de precipitaciones. El clima es clasificado como Am por el Köppen-Geiger. La media anual con respecto a su temperatura es de 24.6 °C. En el interior, las temperaturas descienden y se encuentra más humedad. En las cumbres se puede llegar a temperaturas bajo cero.
En Nueva Guinea, la temporada en la que las lluvias abundan, la temperatura suele ser seca, caliente y bochornosa. Además, durante este periodo suele estar parcialmente nublado. La temperatura durante todo el año suele permanecer entre los 21 °C y 34 °C. Resulta inusual que las temperaturas sobrepasen estos límites. En Nueva Guinea, el promedio de porcentaje de cielo cubierto con nubes varía durante todo el año.
La época más calurosa se sitúa entre principios de diciembre y principios de abril. El cielo se muestra más despejado a partir de noviembre hasta abril. El día más despejado del año, con un cielo despejado del 72 %, suele ser el 13 de enero.